# Postăvari
Postăvari – wieś w Rumunii, w okręgu Călărași, w gminie Frumușani. W 2011 roku liczyła 712 mieszkańców.